# Collage

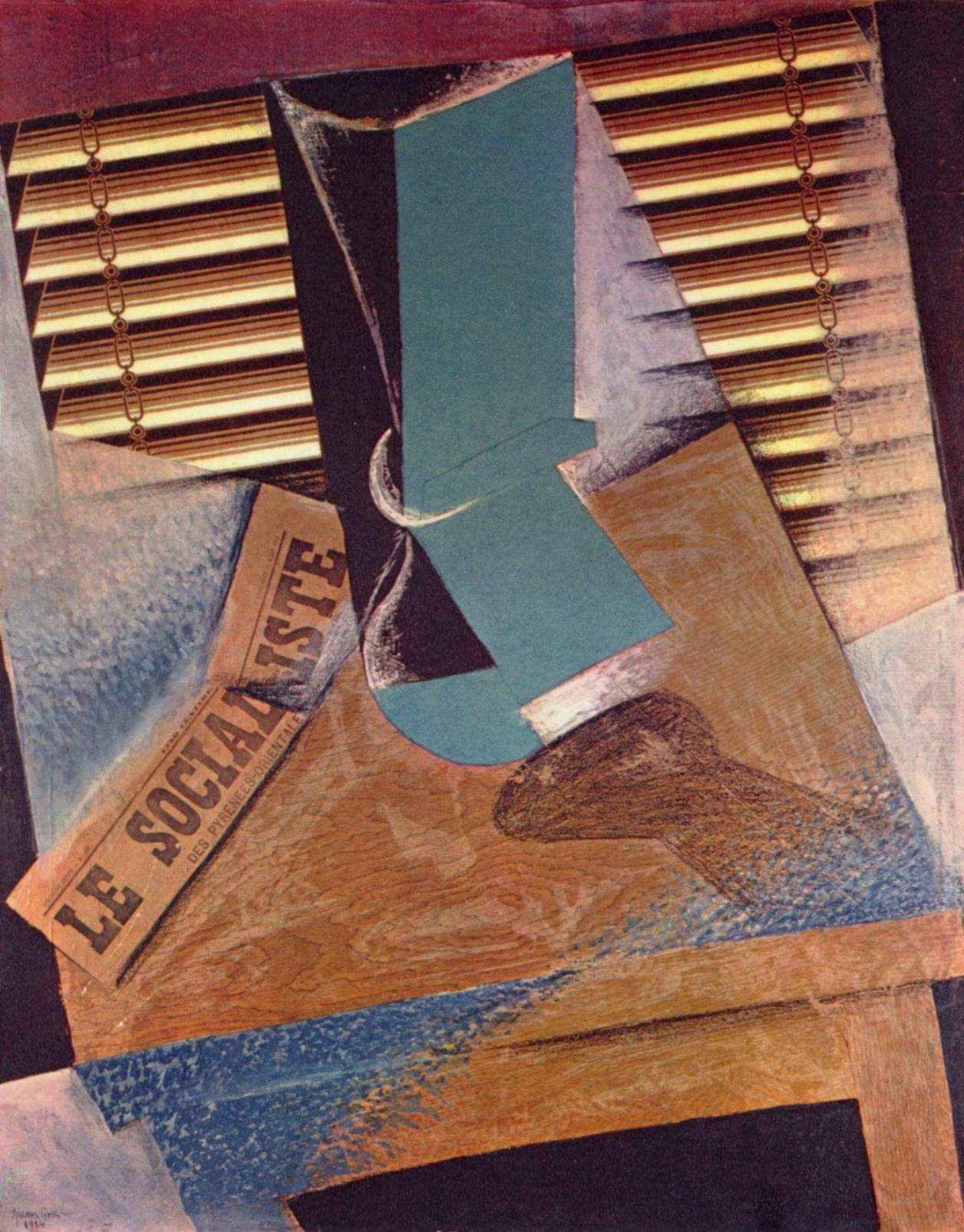
Colaje de Juan Gris que lleva por título «El ciego».

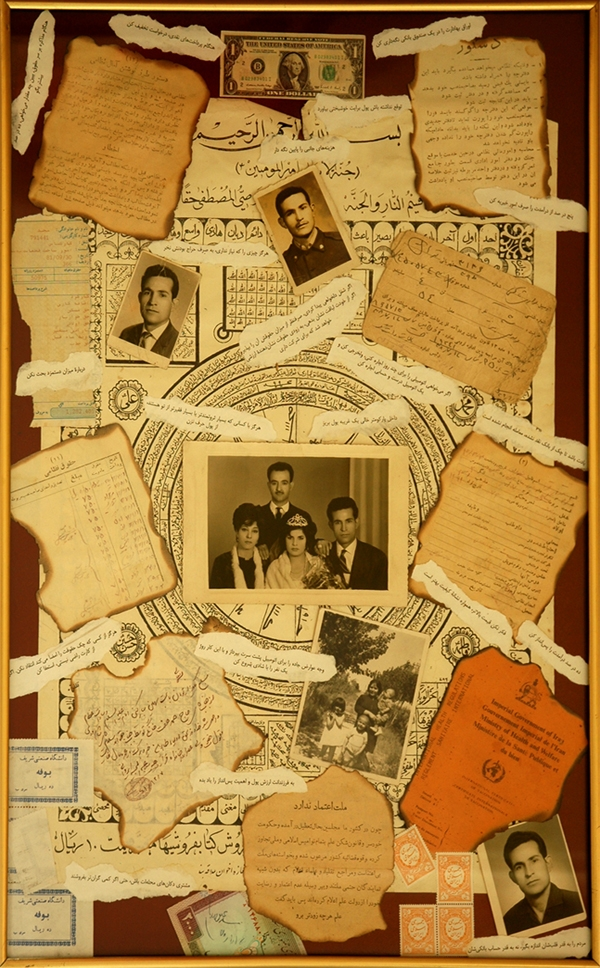
Colaje de Gabriela Mejías.

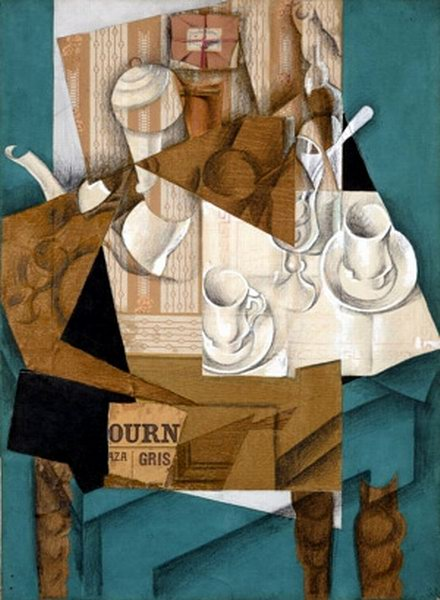
Colaje de Juan Gris: Título «Le petit déjeuner».

El collage o colaje es una técnica artística que consiste en pegar distintas imágenes recortadas sobre un lienzo o papel. El término se aplica sobre todo a la pintura, pero por extensión se puede referir a cualquier otra manifestación artística, como la música, el cine, la literatura o el videoclip.
En pintura, un colaje se puede componer enteramente o solo en parte de fotografías, madera, periódicos, revistas, objetos de uso cotidiano, carteles, etc.

## Historia
Aunque se considera que fue Picasso quien inventó el collage en 1912 con su pintura Naturaleza muerta con silla de rejilla, no se sabe con exactitud si fue primero Picasso o Georges Braque. El primero había pegado fotografías a sus dibujos en fechas tan tempranas como 1899, y en la primavera de 1912 incorporó hule en forma de rejilla a su citada pintura Naturaleza muerta con silla de rejilla. Pero el segundo realizó a finales del verano de aquel año los primeros papiers collés al incorporar a sus obras recortes de papel pintado comercial que imitaba madera, uno de cuyos ejemplos es Tete de femme (1912). En aquel momento, los dos artistas se habían instalado en Sorgues, si bien Picasso se encontraba de viaje en París cuando Braque compró el papel y realizó estas obras. A su vuelta Picasso se entusiasmó con el descubrimiento de su amigo y los dos se lanzaron a introducir en sus pinturas recortes de diarios o revistas, etiquetas de licores o cigarrillos, y también papeles coloreados. Juan Gris rápidamente entendió la potencia del hallazgo y lo empleó también, siendo el primero en presentar un collage en una exposición. El Futurismo lo adaptó también sin problemas -hay ejemplos de Carlo Carrà y Giacomo Balla- y los dadaístas multiplicaron sus posibilidades expresivas y conceptuales de la mano de Hans Arp, Marcel Duchamp, Hannah Höch, Kurt Schwitters o George Grosz. De hecho, los dadaístas berlineses, que reivindicaban para sí mismos la denominación de «montadores» frente a la épica del «artista», se consideran los inventores del fotomontaje, una técnica realizada a partir de la fotografía en combinación o no con la tipografía impresa, en la que los vanguardistas rusos, como El Lissitzky, Aleksandr Ródchenko o Salomón Telingater, fueron auténticos maestros.
Del collage se depuró desde un principio previo o técnico cuyo primer creador fue al parecer el dadaísta Marcel Duchamp: el «objeto encontrado», según la cual cualquier cosa que elige un artista es sacralizada como «arte», desde una piedra que llama su atención en un camino a una imagen que le gusta en una revista. De ahí a la amalgama de «objetos encontrados» o collage hay solo un paso.
El collage ha sido usado, pues, en las vanguardias históricas de principios del siglo XX: Futurismo, Cubismo, Dadaísmo, Surrealismo, Constructivismo... Artistas plásticos que frecuentemente han usado esta técnica incluyen a Max Ernst, Juan Gris, Georges Braque, Marcel Duchamp, Man Ray, Raoul Hausmann, Antoni Tàpies, Modest Cuixart, Jasper Johns, Alfonso Buñuel y el artista mexicano Alberto Gironella. Asimismo es una técnica habitualmente empleada por los creadores del Arte correo en la difusión de sus trabajos.
Existen nuevos grupos literarios que están implementando el collage colectivo como técnica de composición de textos.Se creó en Francia en el año 1912.
El collage contemporáneo desarrolla una visión crítica de la sociedad consumista, de la desinformación , del cientifismo y del dataísmo como eje de la vida social. 
Esta técnica artística adquiere una nueva expresividad más ecléctica con el uso de nuevos materiales, lenguaje y tipografía digital y el mixed media. Este plantea una crítica de raíz y concepto en la sociedad neoliberal. En estas,  la personalidad del ser humano se encuentra en una profunda deconstrucción de valores, sentimientos e ideas caóticamente ordenadas.
En el collage contemporáneo, urbanizado, destacan la  fusión de significantes ,significados y mensajes encriptados, el conjunto des-estructurado de conceptos, letras y materiales redefinidos en una dimensión abstracta.
Nuevos artistas como kikeyø reformulan el collage y abren una nueva perspectiva. En un mundo globalizado saturado por redes sociales , un estilo de vida guiado por algoritmos y dominado por los datos, el individuo, paradójicamente cada vez más aislado, se encuentra al borde del colapso emocional y existencial.
Los deseos se fragmentan en pensamientos no lineales y oníricos.
La realidad es cada vez más opaca e indescifrable.
Idea consciente, pragmatismo y sueños convergen en el imaginario artístico  del collage contemporáneo.

### Precedentes tempranos
Las técnicas de collage se utilizaron por primera vez en la época de la invención del papel en China, alrededor del año 200 a. C. Sin embargo, el uso del collage no fue utilizado por mucha gente hasta el siglo X en Japón, cuando calígrafos empezaron a aplicar papel pegado, utilizando textos sobre superficies, al escribir sus poemas. Algunas piezas supervivientes de este estilo se encuentran en la colección de Nishi Hongan-ji- muchos volúmenes del Sanju Rokunin Kashu. 
La técnica del collage apareció en la Europa medieval durante el siglo XIII. Los paneles de pan de oro empezaron a aplicarse en las catedrales góticas hacia los siglos XV y XVI. Las piedras preciosas y otros metales preciosos se aplicaron a las imágenes religiosas, iconos y también a los escudos. Un ejemplo del arte del collage del siglo XVIII puede encontrarse en la obra de Mary Delany. En el siglo XIX, los métodos de collage también se utilizaron entre los aficionados para recuerdos (por ejemplo, aplicados a álbumes de fotos) y libros (por ejemplo, Hans Christian Andersen, Carl Spitzweg).
Muchas instituciones han atribuido los inicios de la práctica del collage a Picasso y Braque en 1912, sin embargo, los primeros fotocolajes victorianos sugieren que las técnicas de collage se practicaban a principios de la década de 1860. Muchas instituciones reconocen estas obras como objetos de recuerdo para aficionados, aunque funcionaban como facilitadores del retrato colectivo aristocrático victoriano, prueba de la erudición femenina, y presentaban un nuevo modo de representación artística que cuestionaba el modo en que la fotografía es veraz. En 2009, la comisaria Elizabeth Siegel organizó la exposición: Playing with Pictures  en el the Art Institute Chicago para reconocer las obras de collage de Alexandra de Dinamarca y Mary Georgina Filmer entre otras. La exposición viajó posteriormente al El Museo Metropolitano de Arte y The Art Gallery of Ontario.

### Collage y vanguardias
A pesar del uso de técnicas de aplicación similares a las del collage antes del siglo XX, algunas autoridades artísticas sostienen que el collage, propiamente dicho, no surgió hasta después de 1900, junto con las primeras etapas del movimiento moderno.
Por ejemplo, el glosario de arte online de la Tate Gallery afirma que el collage "se utilizó por primera vez como técnica artística en el siglo XX". Según el glosario de arte online del Museo Guggenheim, el collage es un concepto artístico asociado a los inicios del movimiento moderno, y supone mucho más que la idea de pegar algo sobre otra cosa. Los parches pegados que Braque y Picasso añadían a sus lienzos ofrecían una nueva perspectiva de la pintura cuando los parches "colisionaban con el plano de la superficie del cuadro". Desde esta perspectiva, el collage formaba parte de una metódica reexaminación de la relación entre la pintura y la escultura, y estas nuevas obras "daban a cada medio algunas de las características del otro", según el ensayo de Guggenheim. Además, estos trozos de periódico introdujeron en la colisión fragmentos de significado de referencia externa: "Las referencias a acontecimientos actuales, como la guerra de los Balcanes, y a la cultura popular enriquecieron el contenido de su arte". Esta yuxtaposición de significantes, "a la vez seria y desenfadada", fue fundamental para la inspiración del collage: "El collage, que hace hincapié en el concepto y en el proceso por encima del producto final, ha puesto en contacto lo incongruente con lo ordinario". 

### El collage en la pintura
El collage en el sentido vanguardista comenzó con los pintores cubistas Georges Braque y Pablo Picasso. Retazos y fragmentos de temas diferentes y sin relación entre sí conformaban los collages del cubismo, o papier collé, que les daban una forma y apariencia deconstruidas. Según algunas fuentes, Picasso fue el primero en utilizar la técnica del collage en pinturas al óleo. Según el artículo en línea del Museo Guggenheim sobre el collage, Braque adoptó el concepto de collage antes que Picasso, aplicándolo a los dibujos al carbón. Picasso adoptó el collage inmediatamente después (y podría ser el primero en utilizar el collage en las pinturas, a diferencia de los dibujos):
"Fue Braque quien compró un rollo de papel pintado de grano de roble simulado y empezó a recortar trozos de papel y a pegarlos a sus dibujos al carbón. Picasso comenzó inmediatamente a hacer sus propios experimentos con el nuevo medio".
En 1912, para su Naturaleza muerta con silla enlatada (Nature-morte à la chaise cannée), Picasso pegó en el lienzo de la obra un parche de hule con el diseño de una silla-caña.
Los artistas del Surrealismo han hecho un amplio uso del collage y se han alejado del enfoque de naturaleza muerta de los cubistas. Más bien, en consonancia con el surrealismo, artistas surrealistas como Joseph Cornell crearon collages que consistían en escenas ficticias y extrañas, de tipo onírico. Cubomanía es un collage realizado cortando una imagen en cuadrados que luego se vuelven a montar automáticamente o al azar. Los collages realizados con un método similar, o tal vez idéntico, se denominan etrécissements por Marcel Mariën a partir de un método explorado por primera vez por Mariën. Juegos surrealistas como el collage paralelo utilizan técnicas colectivas de elaboración de collages.
La Sidney Janis Galería celebró en noviembre de 1962 una de las primeras exposiciones de Arte Pop llamada Exposición del Nuevo Realismo, que incluía obras de los artistas estadounidenses Tom Wesselmann, Jim Dine, Robert Indiana, Roy Lichtenstein, Claes Oldenburg, James Rosenquist, George Segal, y Andy Warhol; y europeos como Arman, Baj, Christo, Yves Klein, Festa, Mimmo Rotella, Jean Tinguely y Schifano. Siguió a la exposición del Nouveau Réalisme en la Galerie Rive Droite de París, y marcó el debut internacional de los artistas que pronto dieron lugar a lo que se denominó Pop Art en Gran Bretaña y Estados Unidos y Nouveau Réalisme en el continente europeo. Muchos de estos artistas utilizaron técnicas de collage en sus obras.
Wesselmann participó en la muestra del Nuevo Realismo con algunas reservas, exponiendo dos obras de 1962: Still life #17 y Still life #22.
Otra técnica es la del collage sobre lienzo, que consiste en la aplicación, normalmente con pegamento, de parches de lienzo pintados por separado a la superficie del lienzo principal de un cuadro. El artista británico John Walker es muy conocido por el uso de esta técnica en sus pinturas de finales de la década de 1970, pero el collage sobre lienzo ya formaba parte de las obras de técnica mixta de artistas estadounidenses como Conrad Marca-Relli y Jane Frank a principios de la década de 1960. La intensamente autocrítica Lee Krasner también destruía con frecuencia sus propios cuadros cortándolos en pedazos, para luego crear nuevas obras de arte volviendo a ensamblar las piezas en collages.

### Collage con madera
El collage de madera es un tipo que surgió algo más tarde que el collage de papel. Kurt Schwitters comenzó a experimentar con los collages de madera en la década de 1920, después de haber abandonado la pintura por los collages de papel. El principio del collage de madera está claramente establecido al menos desde su "Cuadro Merz con vela", que data de mediados a finales de la década de 1920.
En cierto sentido, el collage de madera debutó indirectamente al mismo tiempo que el collage de papel, ya que, según el Guggenheim online, Georges Braque inició el uso del collage de papel recortando trozos de papel pintado de grano de roble simulado y adhiriéndolos a sus propios dibujos al carbón.<ref="guggenheimcollection.org"/> Así, la idea de pegar madera a un cuadro estaba implícita desde el principio, ya que el papel utilizado era un producto comercial fabricado para que pareciera madera.
Fue durante un periodo de quince años de intensa experimentación, que comenzó a mediados de la década de 1940, cuando Louise Nevelson desarrolló sus escultura collages de madera, ensamblados a partir de restos encontrados, incluyendo partes de muebles, trozos de cajas de madera o barriles, y restos arquitectónicos como barandillas de escaleras o molduras. Generalmente rectangulares, muy grandes y pintados en negro, parecen cuadros gigantescos. Sobre Sky Cathedral (1958) de Nevelson, el catálogo del Museum of Modern Art afirma: "Como plano rectangular que se ve de frente, Sky Cathedral tiene la calidad pictórica de un cuadro..."«Sky Cathedral», MoMA Highlights (New York: The Museum of Modern Art)., revisado en 2004, publicado originalmente en 1999, p. 222</ref> Sin embargo, este tipo de piezas también se presentan como enormes muros o monolitos, que a veces se pueden ver desde cualquier lado, o incluso mirar a través.
Gran parte del arte del collage de madera es de escala considerablemente menor, y se enmarca y cuelga como lo haría un cuadro. Por lo general, se trata de trozos de madera, virutas o retazos, montados sobre un lienzo (si se trata de una pintura) o sobre una tabla de madera. Estos collages de madera en relieve, enmarcados y con aspecto de cuadro, ofrecen al artista la oportunidad de explorar las cualidades de profundidad, color natural y variedad de textura inherentes al material, a la vez que aprovechan el lenguaje, las convenciones y las resonancias históricas que surgen de la tradición de crear cuadros para colgar en las paredes. La técnica del collage de madera también se combina a veces con la pintura y otros medios en una sola obra de arte.
Con frecuencia, lo que se denomina "arte del collage de madera" utiliza únicamente madera natural, como madera a la deriva, o partes de troncos, ramas, palos o cortezas encontradas e inalteradas. Esto plantea la cuestión de si estas obras de arte son collage (en el sentido original) (véase Collage y vanguardias). Esto se debe a que los primeros collages de papel se hacían generalmente a partir de trozos de texto o imágenes, cosas hechas originalmente por personas y que funcionaban o significaban en algún contexto cultural. El collage reúne estos "significante" (o fragmentos de significantes) todavía reconocibles, en una especie de colisión semiótica. Una silla de madera truncada o un newel de escalera utilizado en una obra de Nevelson también puede considerarse un elemento potencial de collage en el mismo sentido: tenía algún contexto original y culturalmente determinado. La madera natural inalterada, como la que se puede encontrar en el suelo de un bosque, podría decirse que no tiene ese contexto; por lo tanto, no pueden producirse realmente las disrupciones contextuales características asociadas a la idea del collage, tal como se originó con Braque y Picasso. (La madera a la deriva es, por supuesto, a veces ambigua: mientras que un trozo de madera a la deriva puede haber sido alguna vez una pieza de madera trabajada -por ejemplo, parte de un barco-, puede estar tan erosionada por la sal y el mar que su identidad funcional pasada está casi o completamente oscurecida).

### Decoupage
El decoupage es un tipo de collage que suele definirse como una artesanía. Es el proceso de colocar una imagen en un objeto para decoración. El decoupage puede implicar la adición de múltiples copias de la misma imagen, cortadas y superpuestas para añadir una profundidad aparente. A menudo, el cuadro se cubre con barniz u otro sellador para protegerlo.
A principios del siglo XX, el decoupage, al igual que muchos otros métodos artísticos, comenzó a experimentar con un estilo menos realista y más abstracto. Entre los artistas del siglo XX que realizaron obras de decoupage se encuentran Pablo Picasso y Henri Matisse. La obra de decoupage más famosa es el Desnudo azul de Matisse, además de destacar otras obras del autor como El caracol y la négresse.
Hay muchas variantes de la técnica tradicional que incluyen un "pegamento" especial que requiere menos capas (a menudo 5 o 20, dependiendo de la cantidad de papel). También se aplican recortes bajo el cristal o en relieve para dar un aspecto tridimensional según el deseo del decouper. En la actualidad, el decoupage es una artesanía muy popular.
La artesanía se conoció como découpage en Francia (del verbo découper, 'recortar') ya que alcanzó gran popularidad durante los siglos XVII y XVIII. En esta época se desarrollaron muchas técnicas avanzadas, y los objetos podían tardar hasta un año en completarse debido a las numerosas capas y lijados aplicados. Algunas de las personas famosas o aristocráticas que lo practicaban eran María Antonieta, Madame de Pompadour y Beau Brummell. De hecho, la mayoría de los entusiastas del decoupage atribuyen su inicio a la Venecia del siglo XVII. Sin embargo, ya se conocía antes en Asia.
Se cree que el origen más probable del decoupage es el arte funerario de Siberia oriental. Las tribus nómadas utilizaban fieltros recortados para decorar las tumbas de sus difuntos. Desde Siberia, la práctica llegó a China y, en el siglo XII, el papel recortado se utilizaba para decorar faroles, ventanas, cajas y otros objetos. En el siglo XVII, Italia, especialmente en Venecia, estaba a la cabeza del comercio con el Lejano Oriente y generalmente se piensa que es a través de estos vínculos comerciales que las decoraciones de papel recortado llegaron a Europa.